# Моисеевка (Павлодарская область)
Моисеевка (каз. Моисеевка) — село в Железинском районе Павлодарской области Казахстана. Входит в состав Железинского сельского округа. Код КАТО — 554230400.
В селе родился Герой Советского Союза Иван Ледовский.

## Население
В 1999 году население села составляло 370 человек (181 мужчина и 189 женщин). По данным переписи 2009 года, в селе проживало 337 человек (163 мужчины и 174 женщины).